# Paradasyhelea boucheti
Paradasyhelea boucheti är en tvåvingeart som beskrevs av Clastrier 1989. Paradasyhelea boucheti ingår i släktet Paradasyhelea och familjen svidknott.
Artens utbredningsområde är Nya Kaledonien. Inga underarter finns listade i Catalogue of Life.